# Wolfgang Berens
Wolfgang Berens (* 29. November 1951 in Hamm) ist ein deutscher Wirtschaftswissenschaftler. Von 1999 bis 2018 war er Inhaber des Lehrstuhls für Controlling an der Universität Münster. Seit 2018 befindet er sich in einer Seniorprofessur.

## Werdegang
Berens studierte von 1970 bis 1975 Betriebswirtschaftslehre an der Universität Münster, wurde dort 1979 promoviert und 1991 habilitiert. Danach war er bis 1992 Professor an der Universität zu Köln. Von 1992 bis 1999 hatte er den Lehrstuhl für Controlling an der Heinrich-Heine-Universität Düsseldorf inne. Einen Ruf an die Universität Göttingen als Nachfolger von Wolfgang Lücke lehnte er 1996 ab. Von 1999 bis zu seiner Pensionierung im Jahr 2018 war er Inhaber des Lehrstuhls für Controlling an der Universität Münster und dort auch geschäftsführender Direktor des Instituts für Wirtschafts- und Sozialwissenschaften. Von 2006 bis 2008 war er Dekan der Wirtschaftswissenschaftlichen Fakultät. Seit 2018 ist Wolfgang Berens Seniorprofessor an der Universität Münster.
Zwölf seiner akademischen Schüler und Schülerinnen sind Professoren bzw. Professorinnen an Hochschulen in Deutschland. Sie und weitere Weggefährten widmeten ihm zum 65. Geburtstag eine Festschrift.

## Wirken
Von 1993 bis 2000 war Wolfgang Berens Mitglied des Prüfungsausschusses für Wirtschaftsprüfer beim Wirtschaftsministerium NRW. Er war von 2004 bis 2017 Mitherausgeber des Journal of Management Control (JOMAC). Zudem war er 2014 als Dozent an der Türkisch-Deutschen Universität in Istanbul tätig. Von 2012 bis 2019 war er Vorsitzender des Kuratoriums Betriebswirtschaftslehre der Dr. Werner Jackstädt-Stiftung. Von 2008 bis 2024 war er Studienleiter für duale Studiengänge der IHK Nord Westfalen.
2001 gründete Wolfgang Berens u. a. mit Jörg Baetge das Centrum für Unternehmensrechnung (CUR), das in Kooperation mit der Universität Münster seit dem Executive MBA-Studiengänge anbietet. Das Centrum wird heute von ihm und den weiteren Gesellschaftern Martin Artz, Christoph Watrin und Andreas Wömpener verantwortet.

## Praktische Tätigkeiten
Er war Mitglied im Aufsichtsrat beim Forschungszentrum Jülich von 2013 bis 2018 und war im Unternehmerbeirat der DZ Bank AG von 2017 bis 2024. Berens betätigte sich des Weiteren als Managementtrainer und Dozent  beim Universitätsseminar der Wirtschaft (USW) in Schloss Gracht, bei der C. Rudolf Poensgen-Stiftung in Düsseldorf und bei der Salzgitter AG.
2001 gründete Wolfgang Berens zusammen mit Thomas Mosiek und Andreas Siemes die BMS Consulting GmbH in Düsseldorf, die sich auf die Beratung der öffentlichen Verwaltung und auf Beratung von Banken für das Firmenkundengeschäft spezialisiert hat.

## Veröffentlichungen (Auswahl)
- Berens, W., Brauner, H., Strauch, J., & Knauer, T. (Eds.) (2019). Due Diligence bei Unternehmensakquisitionen (8th ed.). Stuttgart: Schäffer-Poeschel.
- Berens, J., Brauner, H. U., & Frodermann, J. (Eds.) (2005). Unternehmensentwicklung mit Finanzinvestoren – Eigenkapitalstärkung – Wertsteigerung – Unternehmensverkauf. Stuttgart: Schäffer Poeschel Verlag.
- Berens, W., & Hoffjan, A. (Eds.) (2004). Controlling in der öffentlichen Verwaltung – Grundlagen, Fallstudien, Lösungen. Stuttgart: Schäffer Poeschel Verlag.
- Berens, W., Prinz, A., & Silge, L. (2018). Der Fiskus könnte den Unternehmen entgegenkommen – Geringe Verluste bei zeitgemäßer Abzinsung von Rückstellungen. Frankfurter Allgemeine Zeitung, 2018(24).
- Berens, W., Högemann, B., & Segbers, K. (2005). Denken und Handeln von Finanzinvestoren. Frankfurter Allgemeine Zeitung, 4. Juli 2005, Nr. 152, Rubrik „Management“, S. 20.
- Berens, W., Buddäus, D., Buschor, E., Fischer, E., Lüder, K., & Streim, H. (2005). Eckpunkte für die Grundsätze ordnungsmäßiger Buchführung im öffentlichen Haushalts- und Rechnungswesen auf Basis der Integrierten Verbundrechnung. Die Wirtschaftsprüfung (WPg), 58(16), 887–890.
- Berens, W., Junga, C., & Kamp, P. (1999). Einführung einer Kosten- und Leistungsrechnung in der nordrhein-westfälischen Justiz. Controlling, 11(2), 61–66.
- Berens, W., Bücker, H.-H., & Finken, T. (1998). Einführung der Kosten- und Leistungsrechnung in Landesbildungseinrichtungen Nordrhein-Westfalens. Krp – Kostenrechnungspraxis, 6, 373–380.
- Berens, W., & Hoffjan, A. (1995). Wertermittlung von Immobilien auf Basis vollständiger Finanzpläne. Zeitschrift für betriebswirtschaftliche Forschung, 4, 373–395.
- Berens, W., & Hoffjan, A. (1995). Beamte oder Angestellte – Wer ist für den Arbeitgeber billiger?. Zeitschrift für Beamtenrecht, 5, 139–142.
- Berens, W., & Hoffjan, A. (1995). Beamte sind doch billiger als die Angestellten. Handelsblatt, 22, 5–5.
- Berens, W. (1991). Geänderte Beamtenversorgung bei Teilzeitbeschäftigung und Beurlaubung. Analyse und Vorschlag für ein Übergangsrecht. Betriebs-Berater, 687–689.
- Berens, W., Everding, D., & Kramer, D. (1988). Die längerfristige Beurlaubung von Beamten – Eine Wirtschaftlichkeitsrechnung. Zeitschrift für Beamtenrecht, 36(11), 337–347.
- Berens, W. (1988). The Suitability of the Weighted lp-Norm in Estimating Actual Road Distances. European Journal of Operational Research, 34, 39–43.
- Berens, W. (1988). How to Inspire Students Suffering from Information-Overload. IIE-Transactions, Industrial Engineering Research & Development, 20(1), 119–120.
- Berens, W., Fischer, K., Schlüchtermann, J., Berning, M., Linten, K., Vallée, F., & Ventzke, R. (1988). Entlastung des Personals von administrativen Arbeiten. RAROP – Ein interaktives Programmpaket zur Beschleunigung und Verbesserung der Personaleinsatzplanung in der Radiologie mittels PC. f&w – führen und wirtschaften im Krankenhaus, 6, 38–41.
- Berens, W., & Körling, F.-J. (1988). On Estimating Road Distances by Mathematical Functions – A Rejoinder. European Journal of Operational Research, 36, 254–255.
- Berens, W. (1987). Zwischenbericht über ein Beispiel: Möglichkeiten und Grenzen des Individuums in der Demokratie. Politische Studien, 39(Heft 293), 249–256.
- Berens, W. (1986). Beamte/Versorgungsabschlag bei Teilzeitbeschäftigung und Beurlaubung: Abschlag hat unsinnige Ergebnisse und paßt nicht zur politischen Landschaft. Handelsblatt, 14. Januar 1986, 1–6.
- Berens, W. (1985). Der Versorgungsabschlag bei Teilzeitbeschäftigung und Beurlaubung von Beamten. Eine quantitative Analyse des sinnwidrigen Zusammenwirkens zweier – isoliert betrachtet – sinnvoll erscheinender Gedanken. Der Betrieb, 1985, 2047–2050.
- Berens, W., & Körling, F.-J. (1985). Estimating Road Distances by Mathematical Functions. European Journal of Operational Research, 21, 54–56.
- Berens, W., & Körling, F.-J. (1983). Das Schätzen von realen Entfernungen bei der Warenverteilungsplanung mit gebietspaarspezifischen Umwegfaktoren. Operations Research Spektrum, 67–75.